# Polystachya suaveolens
Polystachya suaveolens är en orkidéart som beskrevs av Phillip James Cribb. Polystachya suaveolens ingår i släktet Polystachya och familjen orkidéer. Inga underarter finns listade i Catalogue of Life.